# رواق أتالوس
رواق أتالوس (يُنطق أيضاً أتلوس) هو رواق إغريقي معمد (Stoa) في الأغورا القديمة في أثينا، اليونان. وقد بناها الملك أتالوس الثاني ملك بيرغامون وسميت على اسمه، الذي حكم بين عامي 159 ق.م و 138 ق.م. أعيد بناء المبنى الحالي في 1952-1956 من قبل المعماريين الأمريكيين جنبا إلى جنب مع المهندس المعماري اليوناني ايوانيس ترافلوس والمهندس المدني اليوناني يوريوس بيريس.

## متحف الأغورا القديمة
يضم رواق أتالوس متحف الأغورا القديمة. ترتبط معروضاته في الغالب بالديمقراطية الأثينية. تتضمن مجموعة المتحف قطعًا من الصلصال والبرونز والزجاج والتماثيل والقطع النقدية والنقوش من القرن السابع إلى القرن الخامس قبل الميلاد، بالإضافة إلى صناعة الفخار في الفترة البيزنطية وفترة الدولة العثمانية.

## معرض الصور

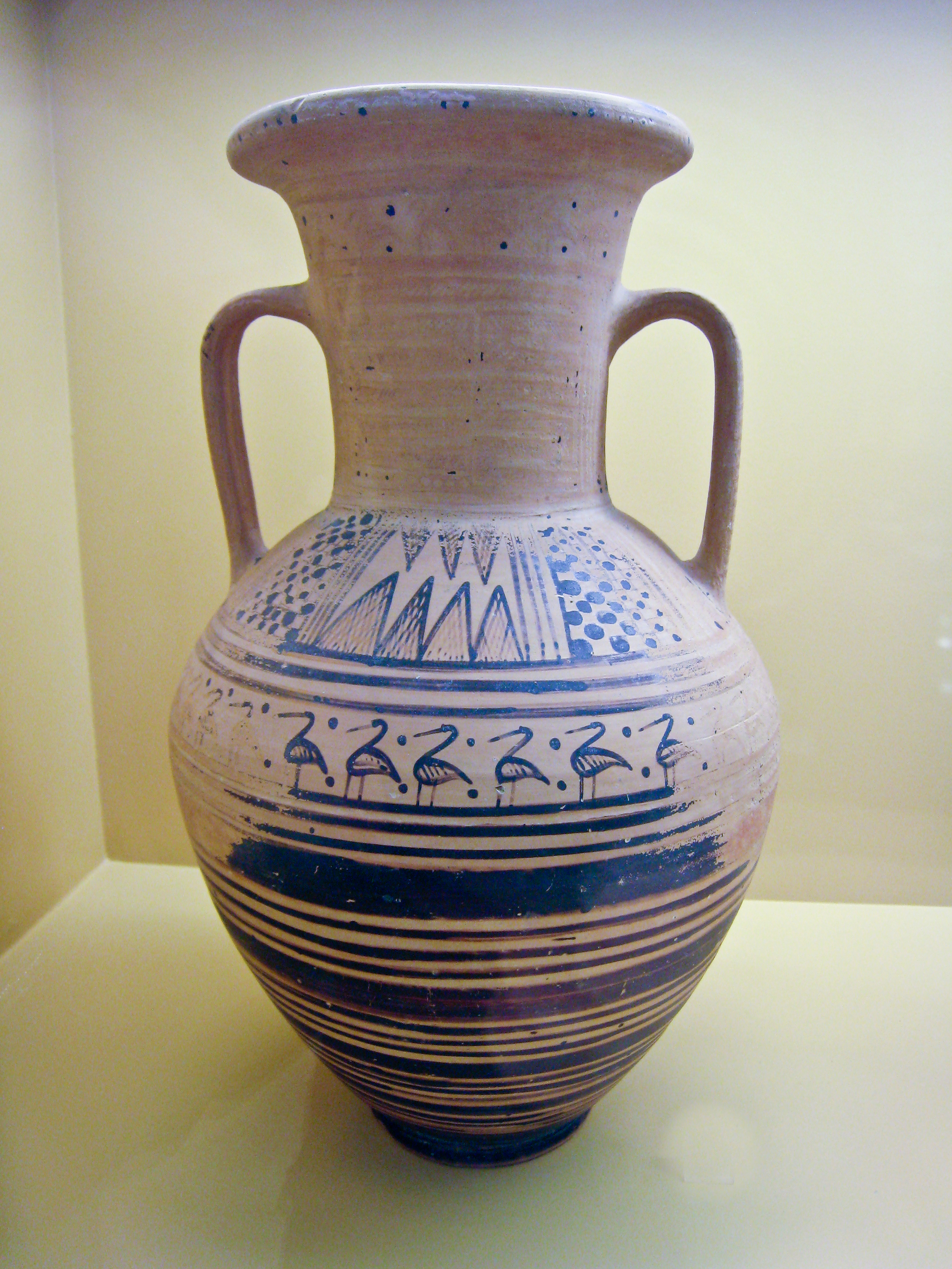
Amphora with bird procession. Geometric period, 750-725 BC
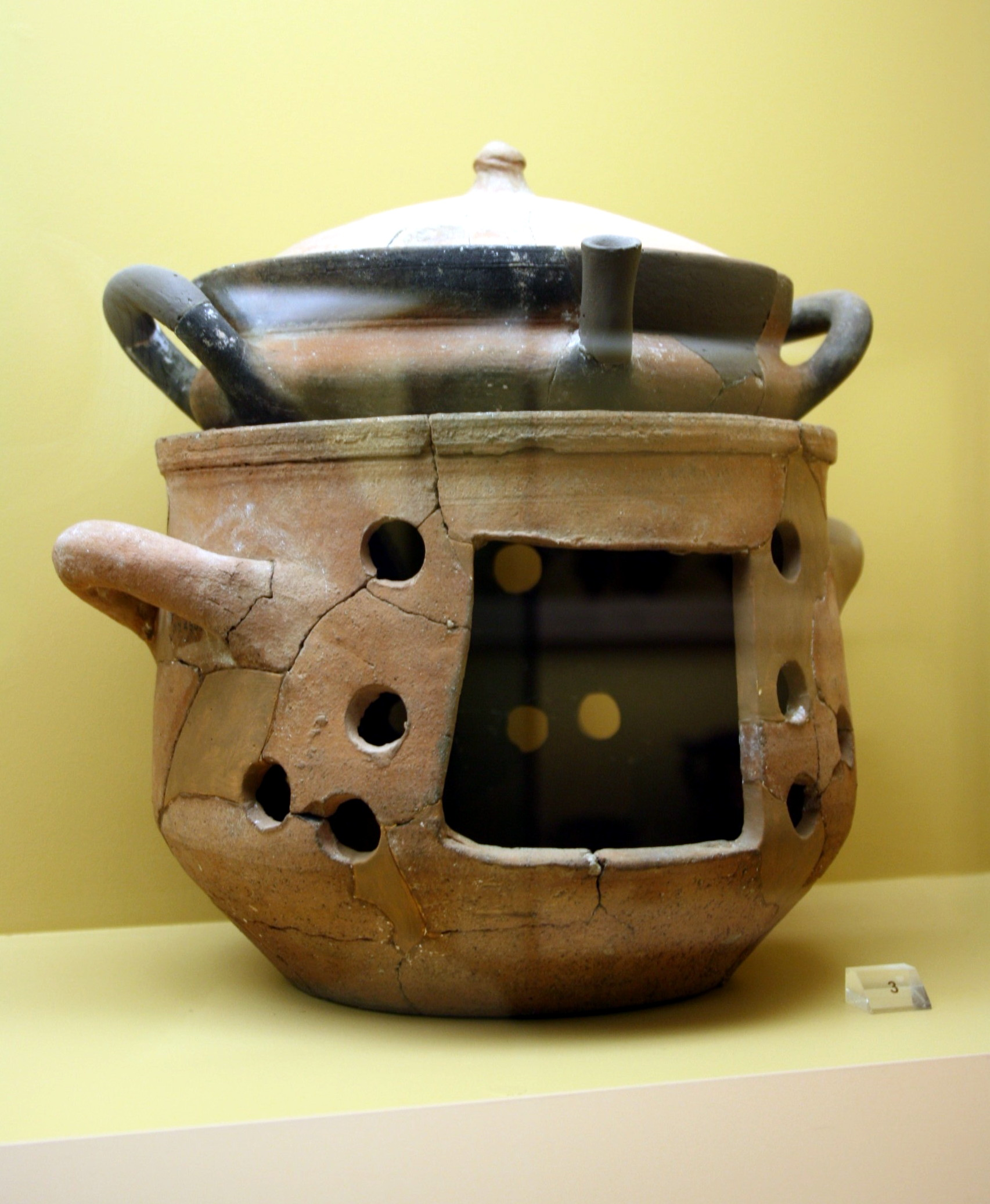
Casserole and brazier (6th/4th century BC)
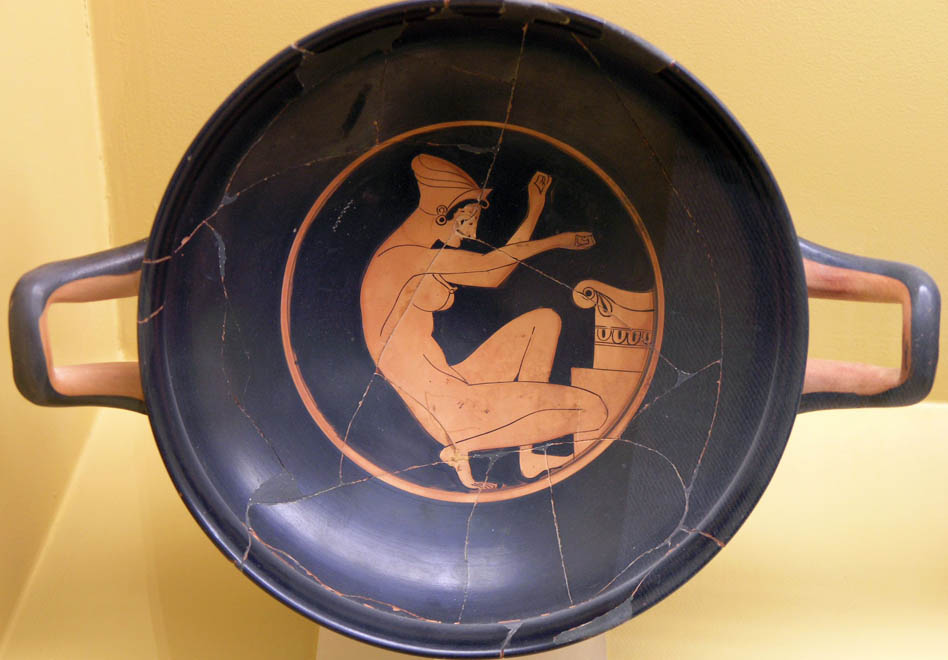
Woman kneeling before an altar. Attic red-figure kylix, 5th BC
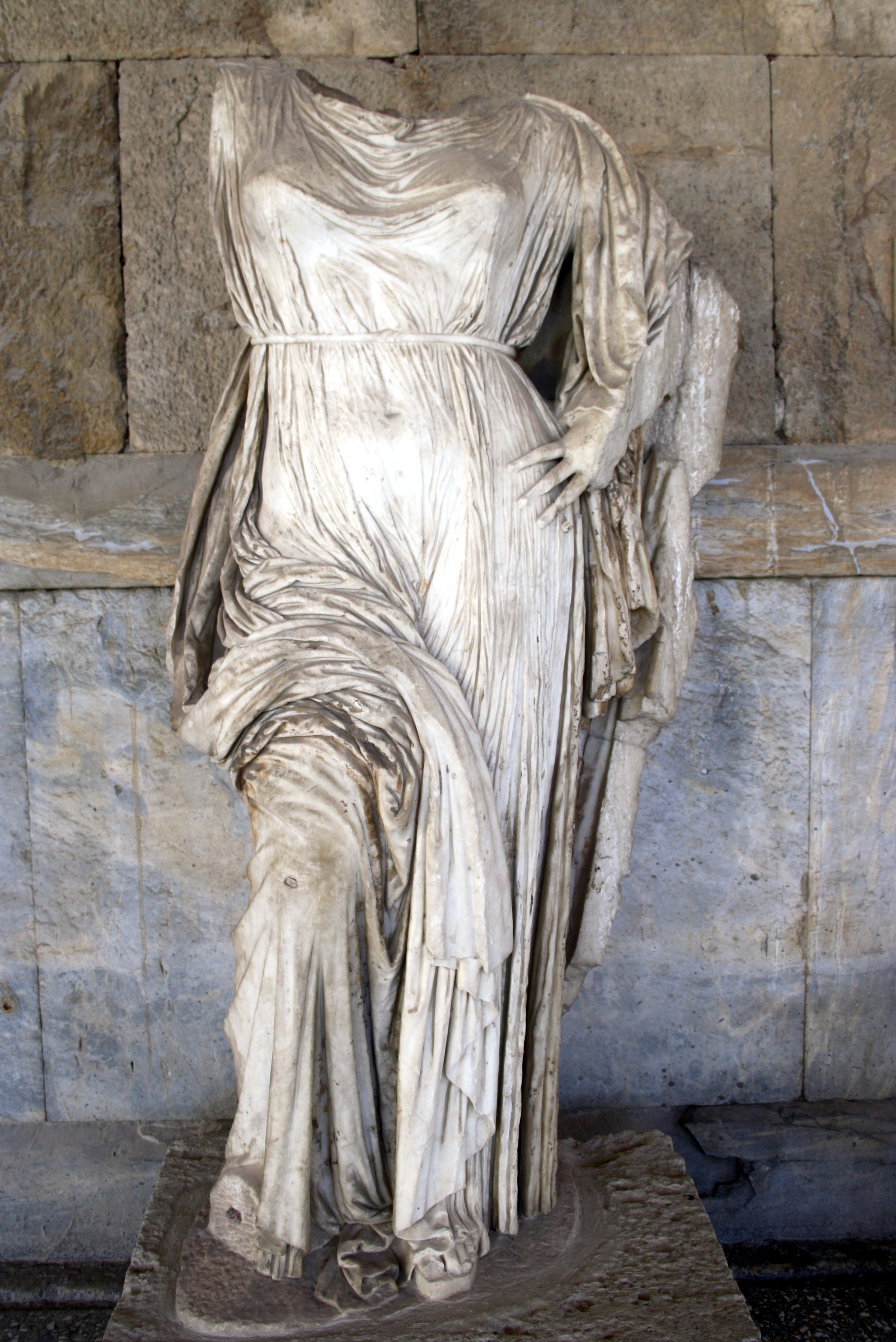
Statue of a goddess, probably Aphrodite (early 4th century BC)
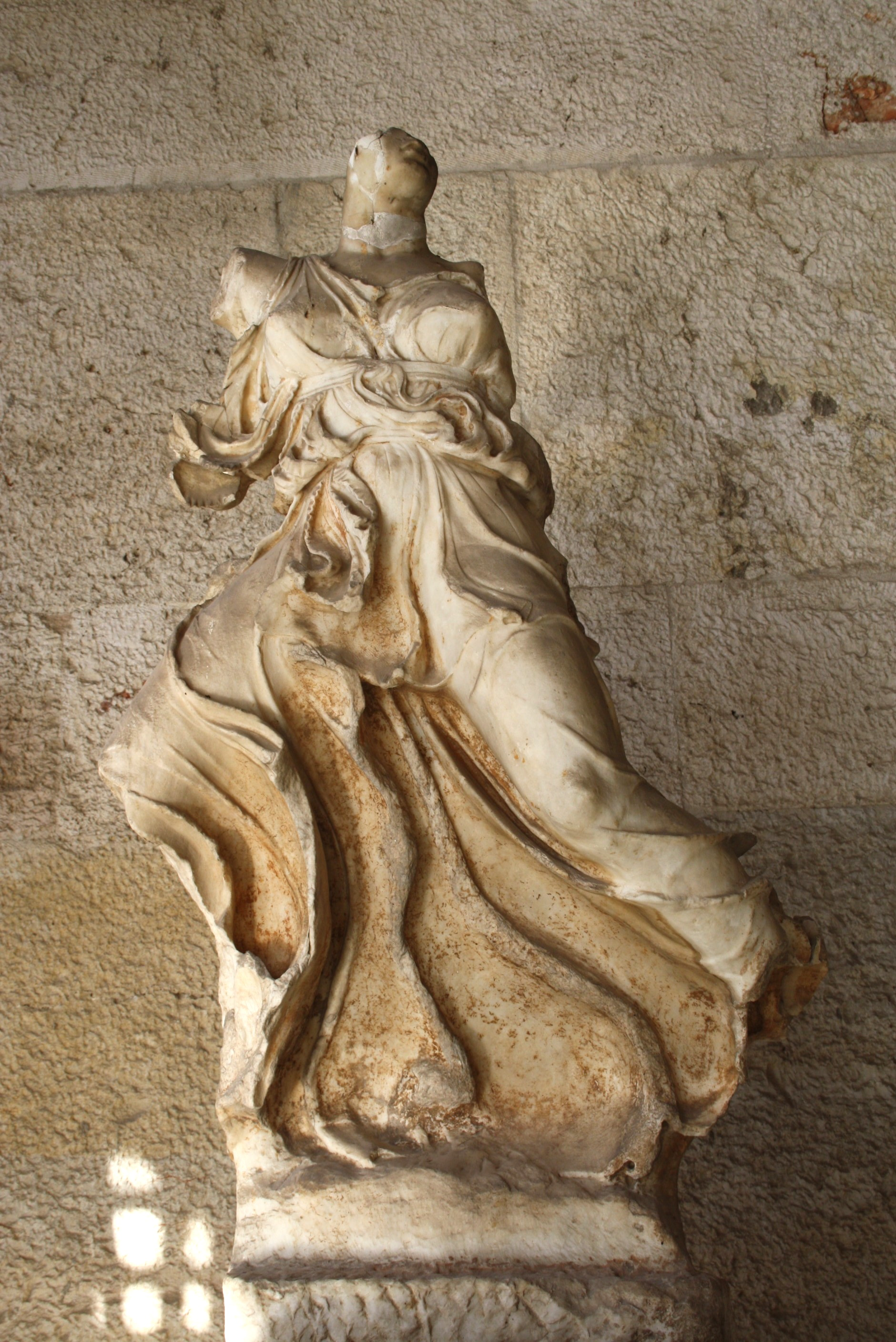
Acroterial statue of Winged Nike, flying to the right (4th BC)
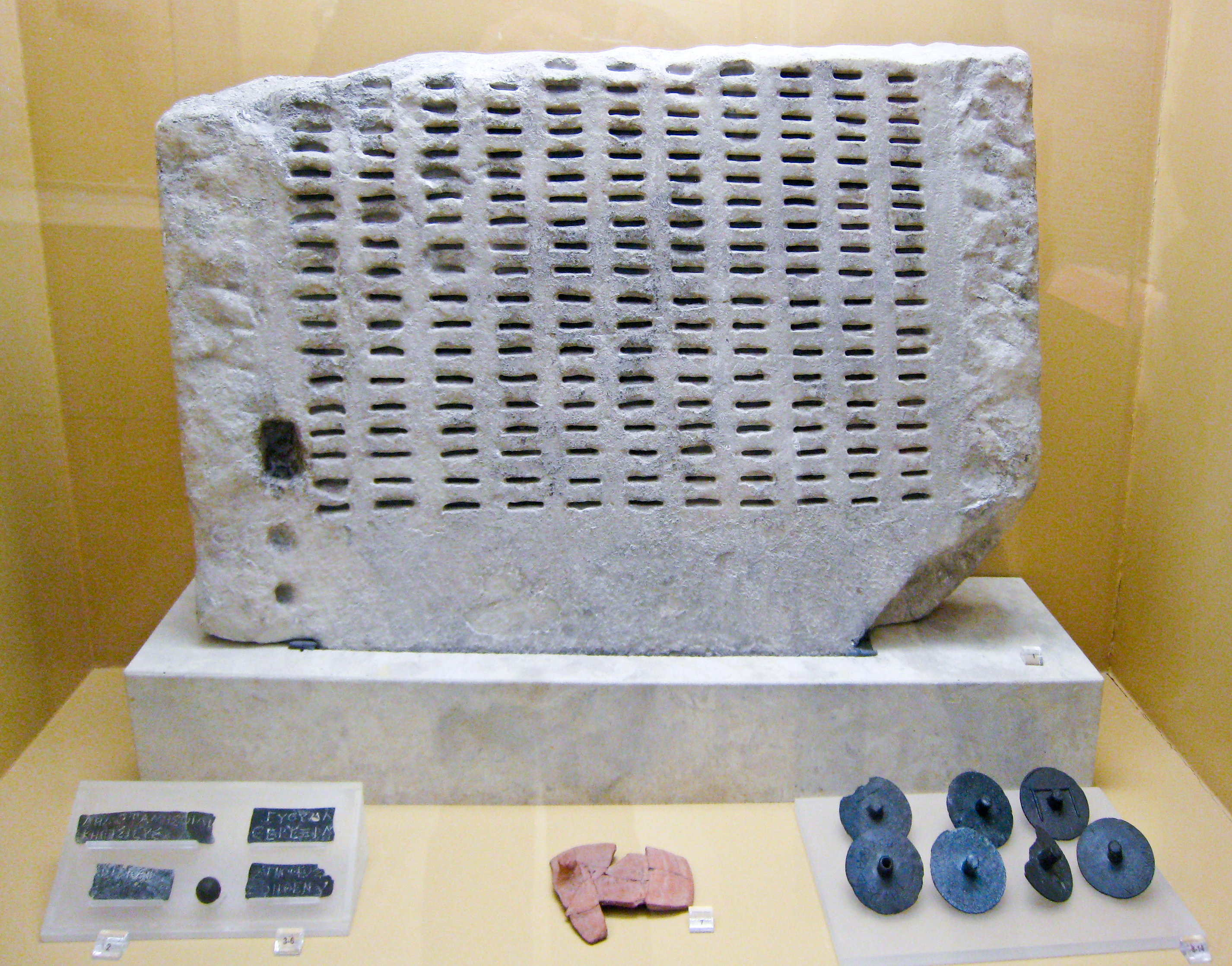
The Kleroterion was used for the jury selection system in Athens
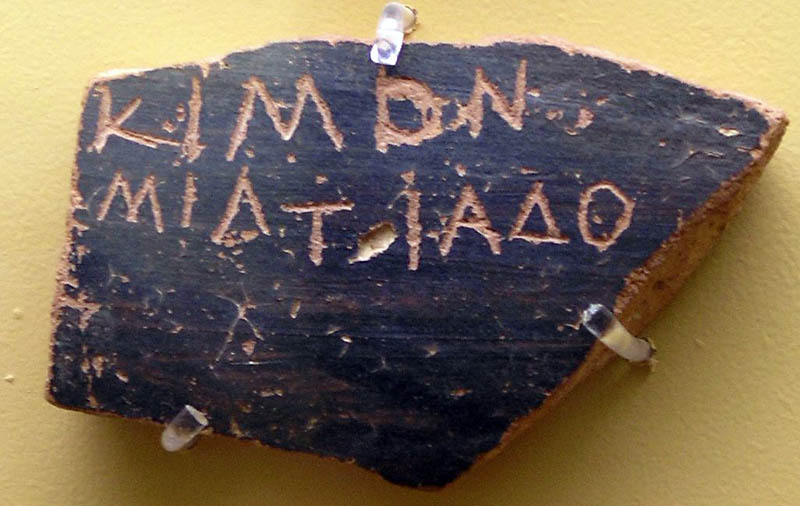
Ostracon bearing the name of كيمون
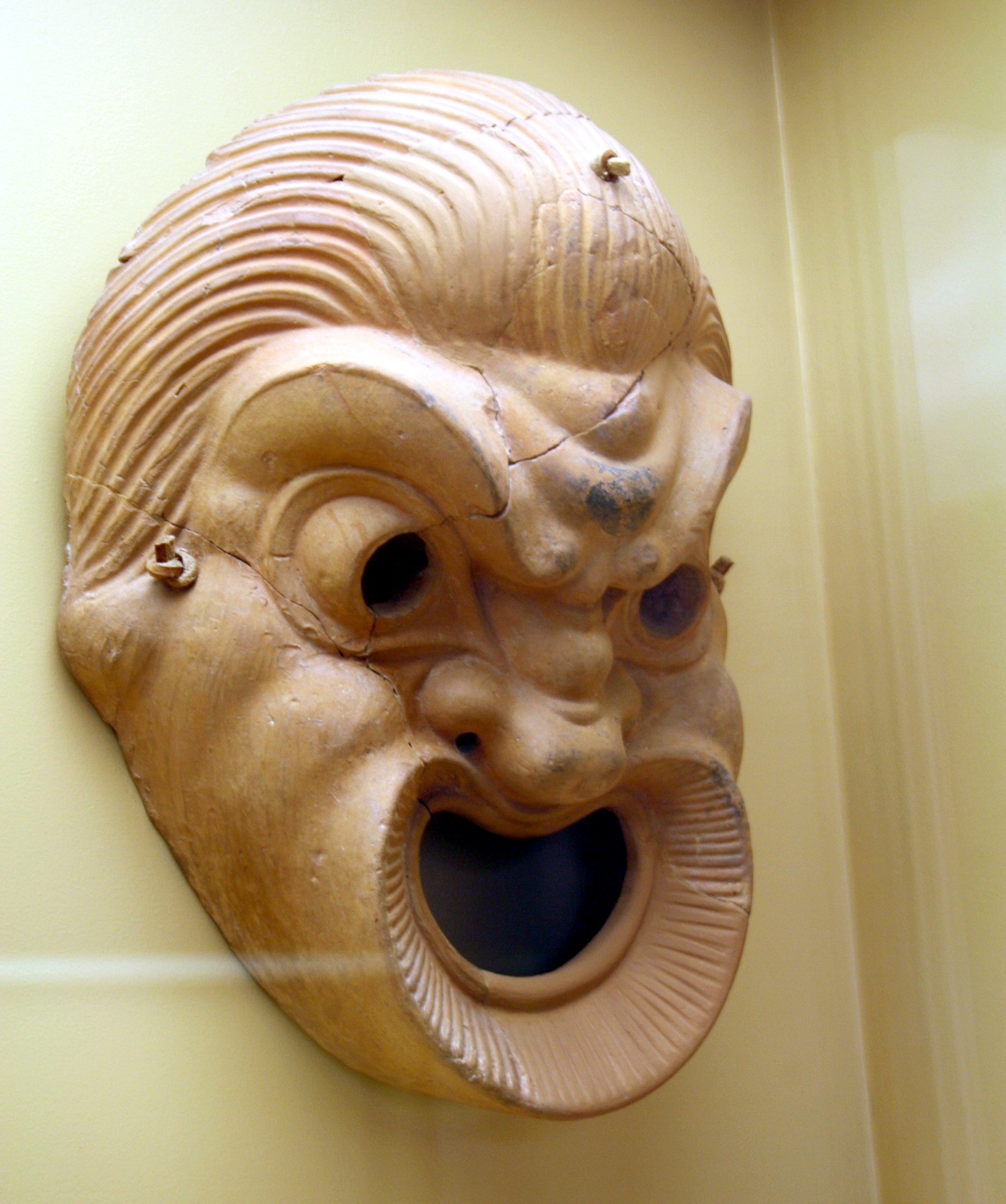
Theatre mask, dating from the 4th/3rd century BC
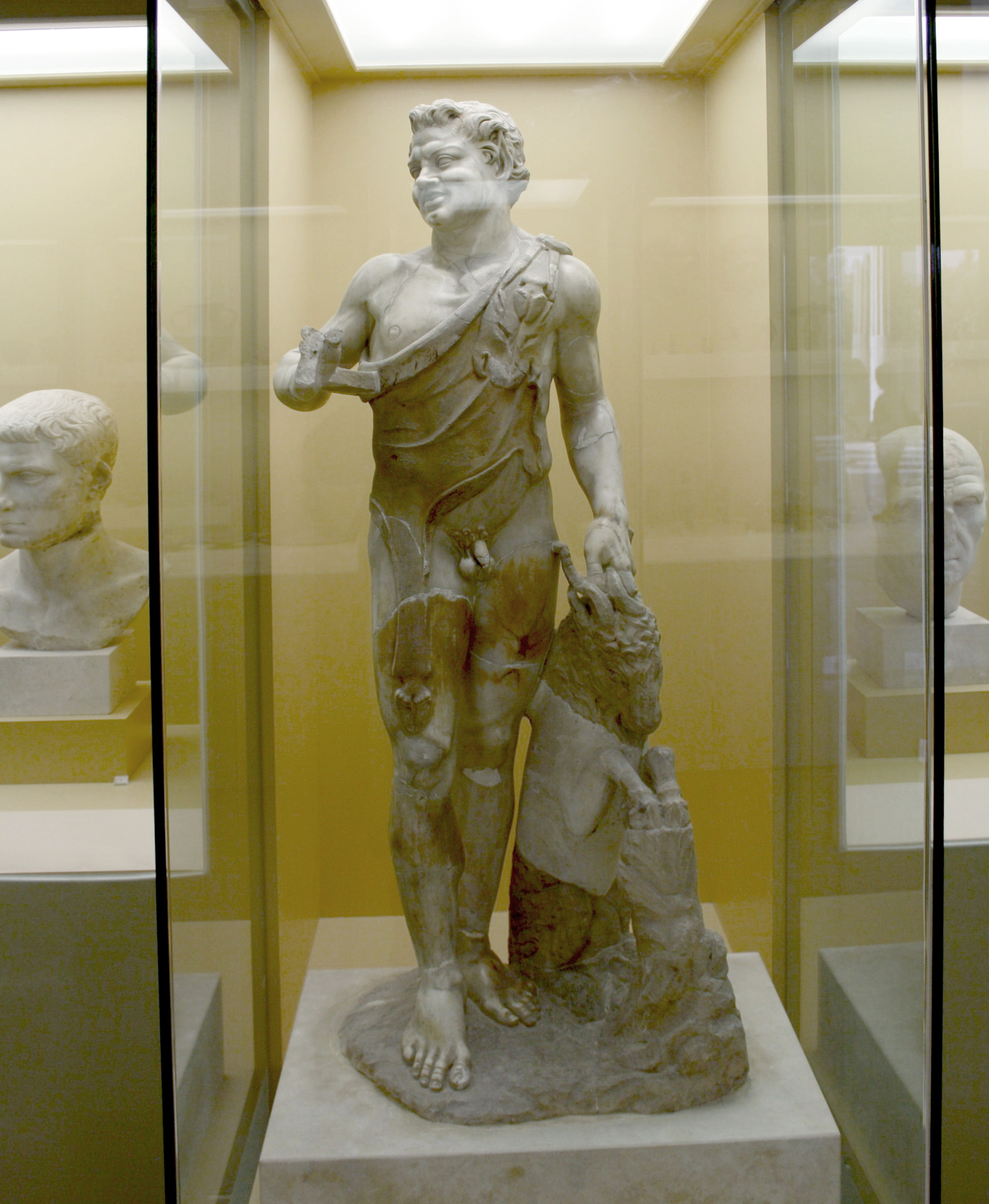
Statuette of a satyr
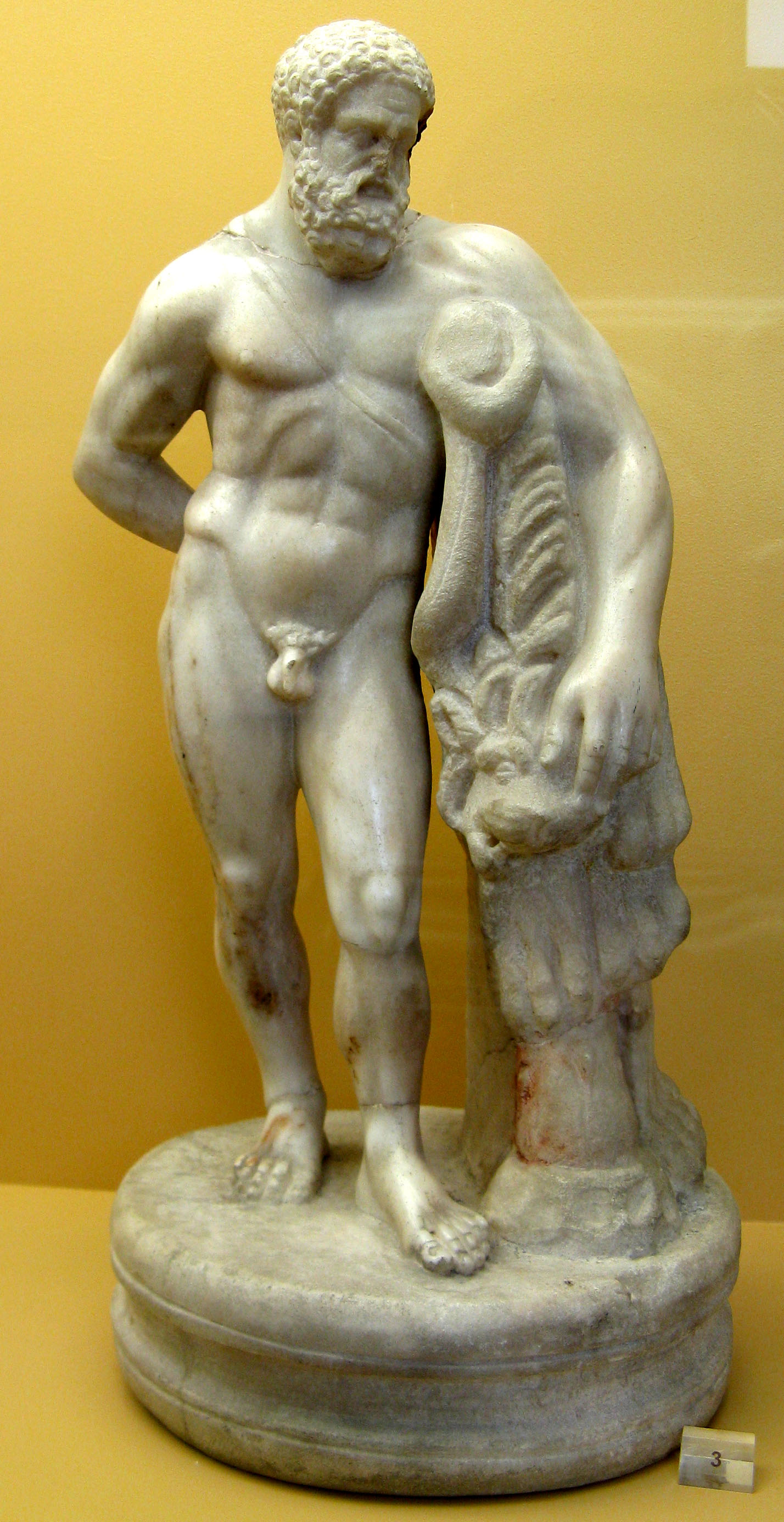
Statuette of فارنيزي هرقل
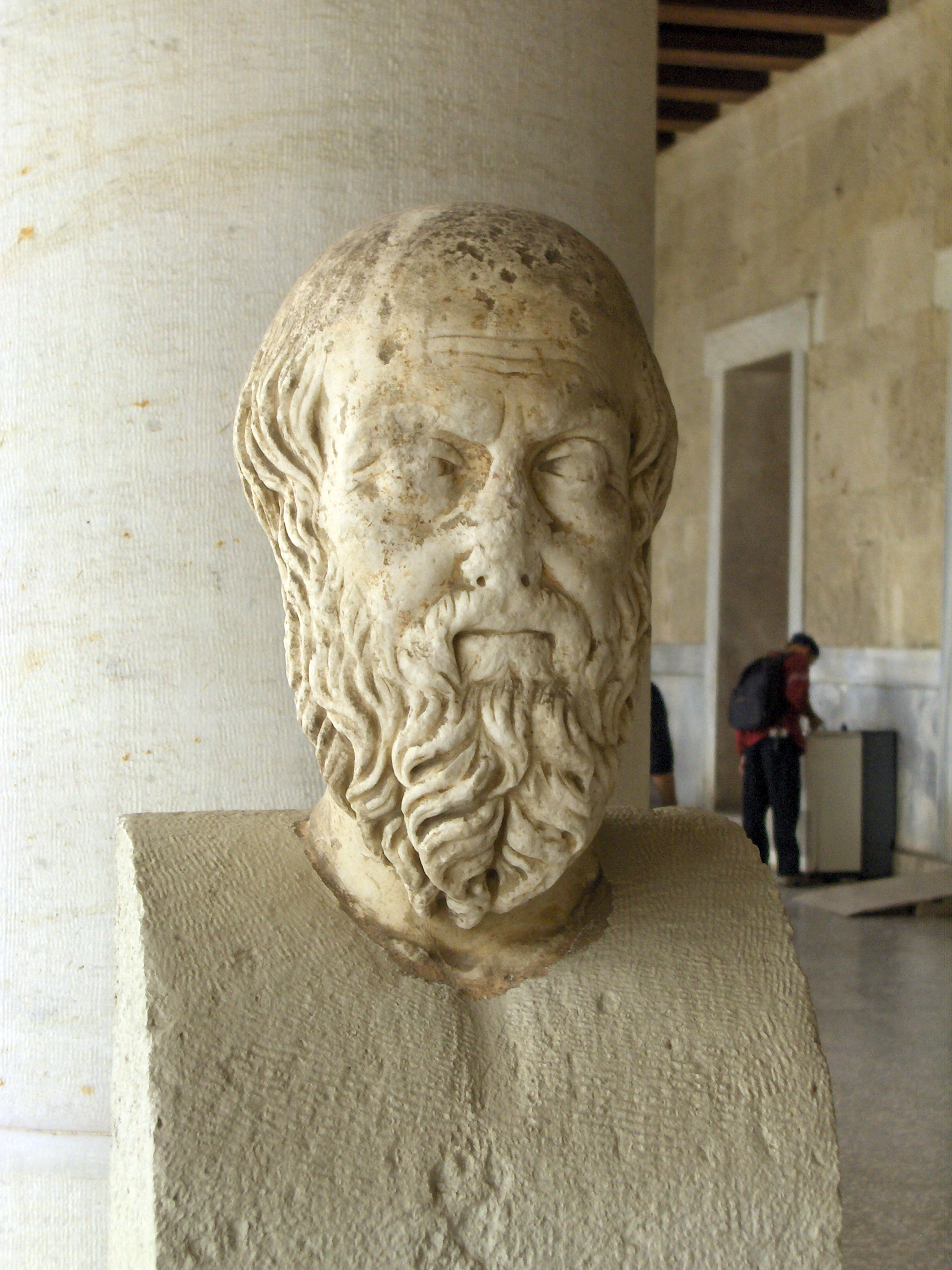
Bust of هيرودوت (2nd century AD)
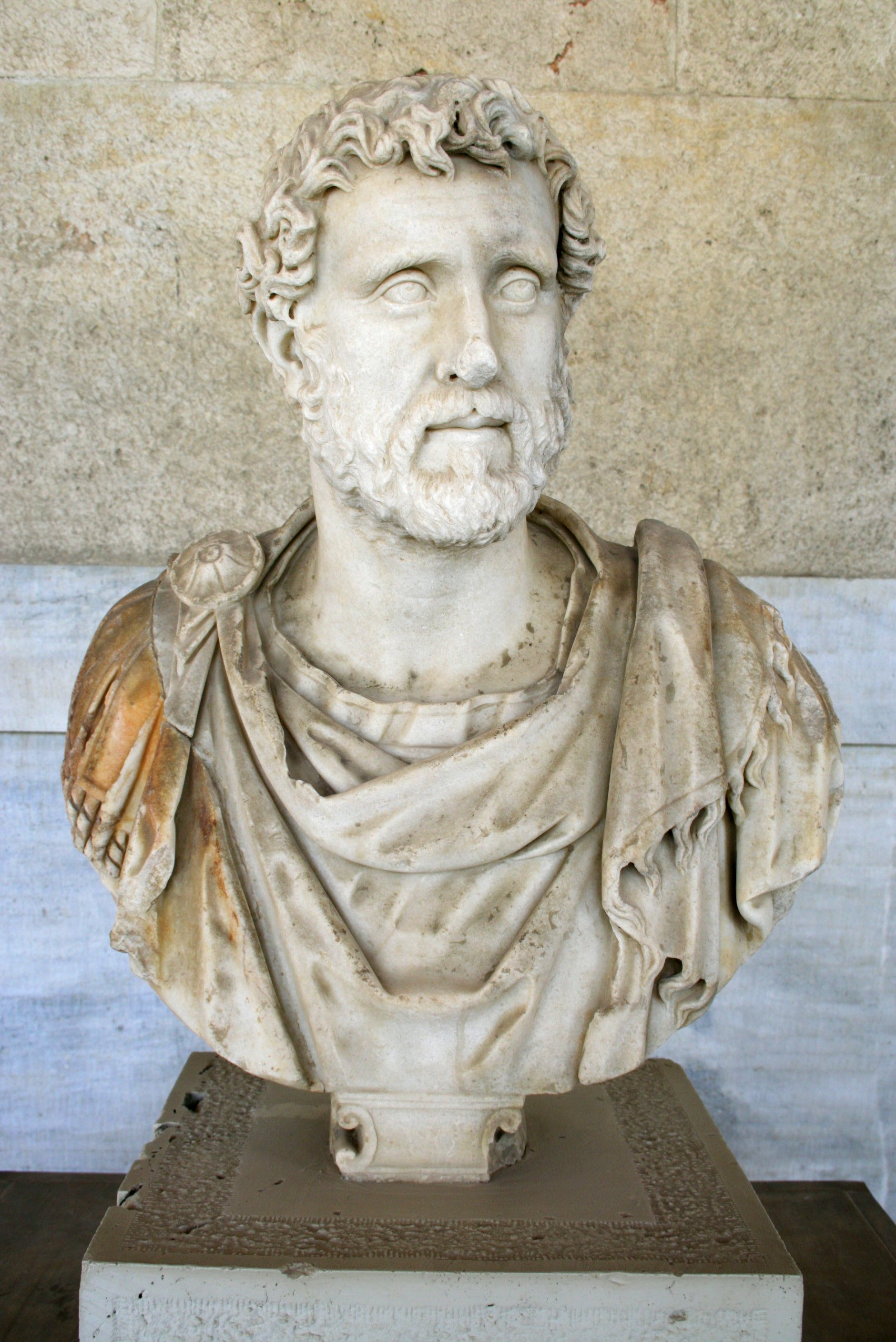
Bust of the Roman emperor أنطونيوس بيوس
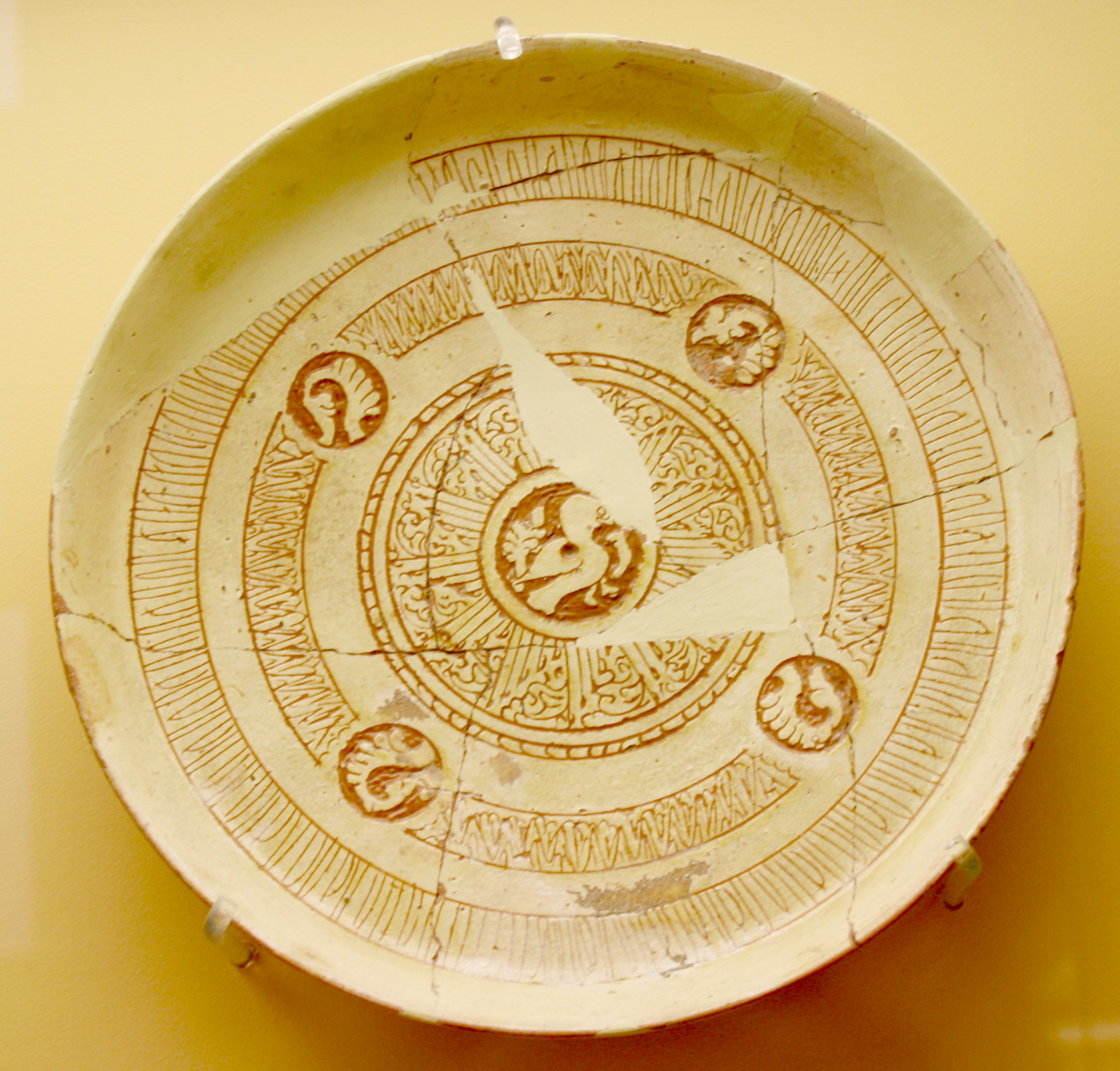
Byzantine plate (12th century)

## روابط خارجية
- fotopedia.com, Selected photos of the Stoa of Attalus
- Ministry of Culture: The Museum
- The Museum
- Stoa of Attalos photos